# Пилоносови
Пилоносовите (Pristiophoridae) са семейство акули от разред Пилоносообразни (Pristiophoriformes) обхващащо само седем вида, появили се през късна юра. Разпространени са единствено в топлите части на Индийския и Тихия океан, край бреговете на Южна Африка, Австралия, Япония и няколко страни от Карибския басейн, обикновено на дълбочина около 40 метра, но някои видове са открити на дълбочина до километър. На дължина достигат до 1,5 метра като се отличават с доста странен външен вид. Имат пипала, с които претърсват дъното и откриват плячката си - различни морски безгръбначни. Живородни, като женската ражда до 12 малки.
Представителите на този разред, имат две гръбни перки, анална отсъства.
Основната храна на акулите в зависимост от вида бива риби, ракообразни и калмари.

## Видове
Акулите от семейството включват два рода, различаващи се по броя на хрилни отвори – 5 при Pristiophorus и 6 при Pliotrema.
- Pliotrema Regan, 1906 – Пилоноси акули
  - Pliotrema warreni Regan, 1906 – Пилоноса акула
- Pristiophorus Müller et Henle, 1837 – Пилоноси
  - Pristiophorus cirratus Latham, 179) – Южен пилонос
  - Pristiophorus japonicus Günther, 1870 – Японски пилонос
  - Pristiophorus nudipinnis Günther, 1870 – Австралийски пилонос
  - Pristiophorus schroederi Springer et Bullis, 1960 – Бахамски пилонос
  - Pristiophorus delicatus Yearsley, Last et White, 2008
  - Pristiophorus peroniensis Yearsley, Last et White, 2008